# Tainarys lozadai
Tainarys lozadai (лат.) — вид мелких полужесткокрылых насекомых рода Tainarys из семейства Aphalaridae. Назван в честь Pedro W. Lozada Robles, собравшего типовую серию.

## Распространение
Встречаются в Неотропике (Перу).

## Описание
Мелкие полужесткокрылые насекомые (длина около 2 мм). Внешне похожи на цикадок, задние ноги прыгательные. Голова и грудь сверху красноватые, снизу чёрные; брюшные склериты чёрные, межсегментарные перепонки красные. Глаза серые; оцеллии красноватые. Наличник от темно-коричневого до почти чёрного; кончик рострума чёрный. 1-й и 2-й членики усиков темно-коричневые, вершина 2-го членика жёлтая, 3-7 членики грязно-коричневые, 8-10 чёрные. Переднеспинка с субсрединной и сублатеральной темными точками на каждой половине, задний край темный. Мезоскутум с пятью узкими продольными темными линиями. Заднеспинка с тёмным пятном. Переднее крыло с коричневыми жилками и беловатой перепонкой с коричневым рисунком, состоящим из нечетких пятен посередине и на вершине. Заднее крыло беловатое, прозрачное. Ноги сероватые, с буроватыми бедрами и темно-коричневыми некоторыми члениками лапок. Передние перепончатые крылья более плотные и крупные, чем задние; в состоянии покоя сложены крышевидно. Антенны короткие, имеют 10 сегментов; на 4-м, 6-м, 8-м и 9-м члениках имеется по одному субапикальному ринарию. Голова широкая. Голени задних ног с короной из нескольких равных апикальных склеротизированных шпор.
Взрослые особи и нимфы питаются, высасывая сок растений. В основном связаны с растениями семейства анакардиевые: Haplorhus peruviana. Вид был впервые описан в 2017 году швейцарским колеоптерологом Даниэлем Буркхардтом (Naturhistorisches Museum, Базель, Швейцария) и его бразильским коллегой Dalva Luiz de Queiroz (Коломбу, Парана, Бразилия).